# Lophodermium lanceolatum
Lophodermium lanceolatum är en svampart som beskrevs av Spooner 1991. Lophodermium lanceolatum ingår i släktet Lophodermium och familjen Rhytismataceae.   Inga underarter finns listade i Catalogue of Life.